# Zustellungsurkunde
In Deutschland ist die Zustellungsurkunde (ZU), auch Postzustellungsurkunde (PZU), eine öffentliche Urkunde, die den vollen Beweis dafür erbringt, dass einem Empfänger ein bestimmtes, meist amtliches Schriftstück förmlich zugestellt worden ist. Sie ist Bestandteil einer förmlichen Zustellung, der ein Postzustellungsauftrag (PZA) zugrunde liegt.
Amtliche Zustellungen sind nicht nur durch Postzustellungsaufträge möglich. Möglich ist die Zustellung durch Übergabe durch einen Bediensteten der Behörde (sog. Zustellung durch Aushändigung an der Amtsstelle, § 174 ZPO). Möglich ist auch die Zustellung durch den Gerichtsvollzieher selbst, der das zuzustellende Schriftstück nicht im Wege eines Postzustellungsauftrags (§ 194 ZPO) zustellen lässt, sondern persönlich dem Adressaten übergibt (Verfahren nach den §§ 191 ff. ZPO, insbesondere § 193 ZPO). Diese beiden Formen der Zustellung werden auf anderen Urkunden als der in diesem Artikel behandelten gelben Zustellungsurkunde beurkundet. Auch bei der öffentlichen Zustellung werden die gelben Zustellungsvordrucke nicht benutzt.

## Rechtsgrundlagen
Der Postzustellungsauftrag wird in den §§ 61 bis 63 des Postgesetzes geregelt. Demnach sind bestimmte Anbieter von Briefdienstleistungen verpflichtet, Postzustellungsaufträge auszuführen (§ 61 PostG). Dem Dienstleister steht für die Ausführung des Auftrags ein Entgelt zu, das der Regulierung durch die Bundesnetzagentur unterliegt (§ 62 PostG). Die Haftung bei der Durchführung eines Postzustellungsauftrags richtet sich nach den Regeln der Amtshaftung und ist unbeschränkt § 63 PostG. Gegenstand von förmlichen Zustellungen sind, insbesondere im Fall der Gerichtsvollzieher-Zustellung, nicht nur amtliche Schriftstücke. 
Die Erteilung eines Postzustellungsauftrags ist bestimmten Nutzergruppen vorbehalten. Auftraggeber können nur sein:
- Gerichte, die Zustellungen nach den Prozessordnungen in Auftrag geben (§ 176 ZPO, § 37 StPO, § 15 FamFG, § 56 VwGO, § 63 SGG, § 53 FGO),
- Behörden, die Zustellungen nach den Gesetzen über die Verwaltungszustellung (§ 3 VwZG sowie entsprechende Gesetze der Länder) in Auftrag geben,
- Gerichtsvollzieher (§ 192, § 194 ZPO).

### Ausland
Postzustellungsaufträge sind auf Inlandsziele begrenzt, da es sich um hoheitliche Maßnahmen handelt. Deutsche Postzustellungsaufträge, die gleichwohl ins Ausland gelangen, werden von der fremden Postverwaltung oft als nicht ausführbar zurückgeschickt. Gleichwohl geglückte Zustellungen im Ausland durch Retournierung einer von der ausländischen Postverwaltung ausgefüllten Zustellungsurkunde sind nach deutschem Recht grundsätzlich unwirksam; jedoch kann die nicht wirksam erfolgte Zustellung durch den nachgewiesenen tatsächlichen Zugang des Schriftstücks – wie sonst auch – als geheilt angesehen werden. Das Schriftstück gilt dann als am auf der Postzustellungsurkunde angegebenen Tag als zugegangen.

### Privatpersonen
Ein Gerichtsvollzieher kann durch eine natürliche oder juristische Person des Privatrechts auch mit der Zustellung eines privaten Schriftstücks, z. B. einer Wohnmietraumkündigung, beauftragt werden. Der Gerichtsvollzieher nimmt dabei Kenntnis vom Inhalt des Schriftstücks. Mit dieser Form der Zustellung wird der Nachweis geführt, dass der Empfänger das namentliche Schriftstück (und nicht nur irgendein Schriftstück) erhalten hat. Der Gerichtsvollzieher kann sich dann des Postzustellungsauftrags bedienen. 
Privatpersonen können Postzustellungsaufträge im eigenen Namen nicht durchführen. Wer als Privatperson versucht, einen Postzustellungsauftrag bei einer Postfiliale abzugeben – er müsste sich dazu zuvor den nicht öffentlich zugänglichen ZU-Vordruck und die nicht öffentlich zugänglichen gelben Umschläge beschafft haben –, wird üblicherweise zurückgewiesen. Gleichwohl geglückte Postzustellungsaufträge von Privatpersonen haben nicht dieselben Wirkungen wie die eines amtlich angeordneten Postzustellungsauftrags, selbst wenn eine Zustellungsurkunde ausgefüllt an den Auftraggeber zurückgesandt worden sein sollte.

## Postzustellungsauftrag

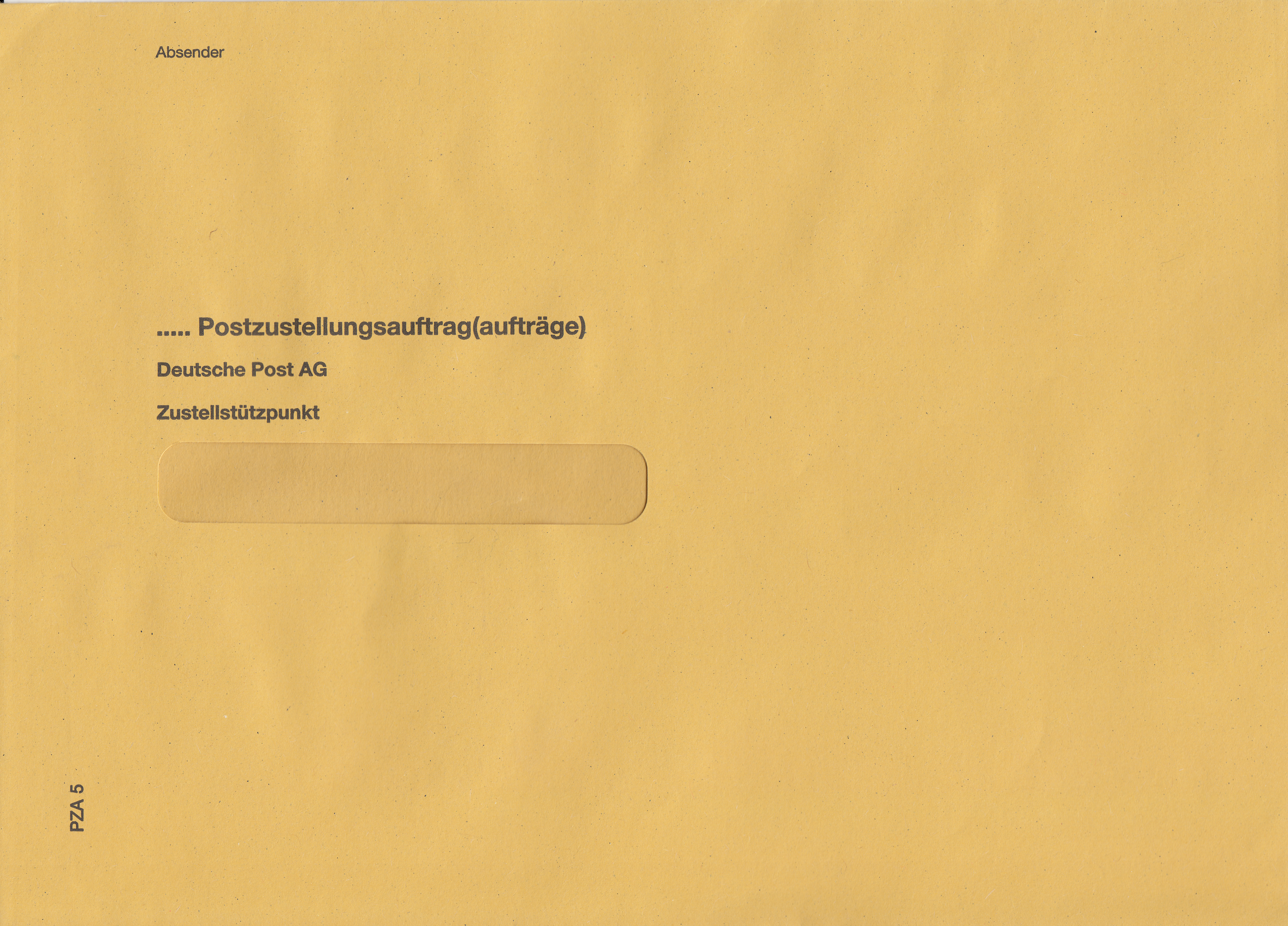
Außenumschlag eines Postzustellungsauftrags mit Sichtfenster für größere Sendungen

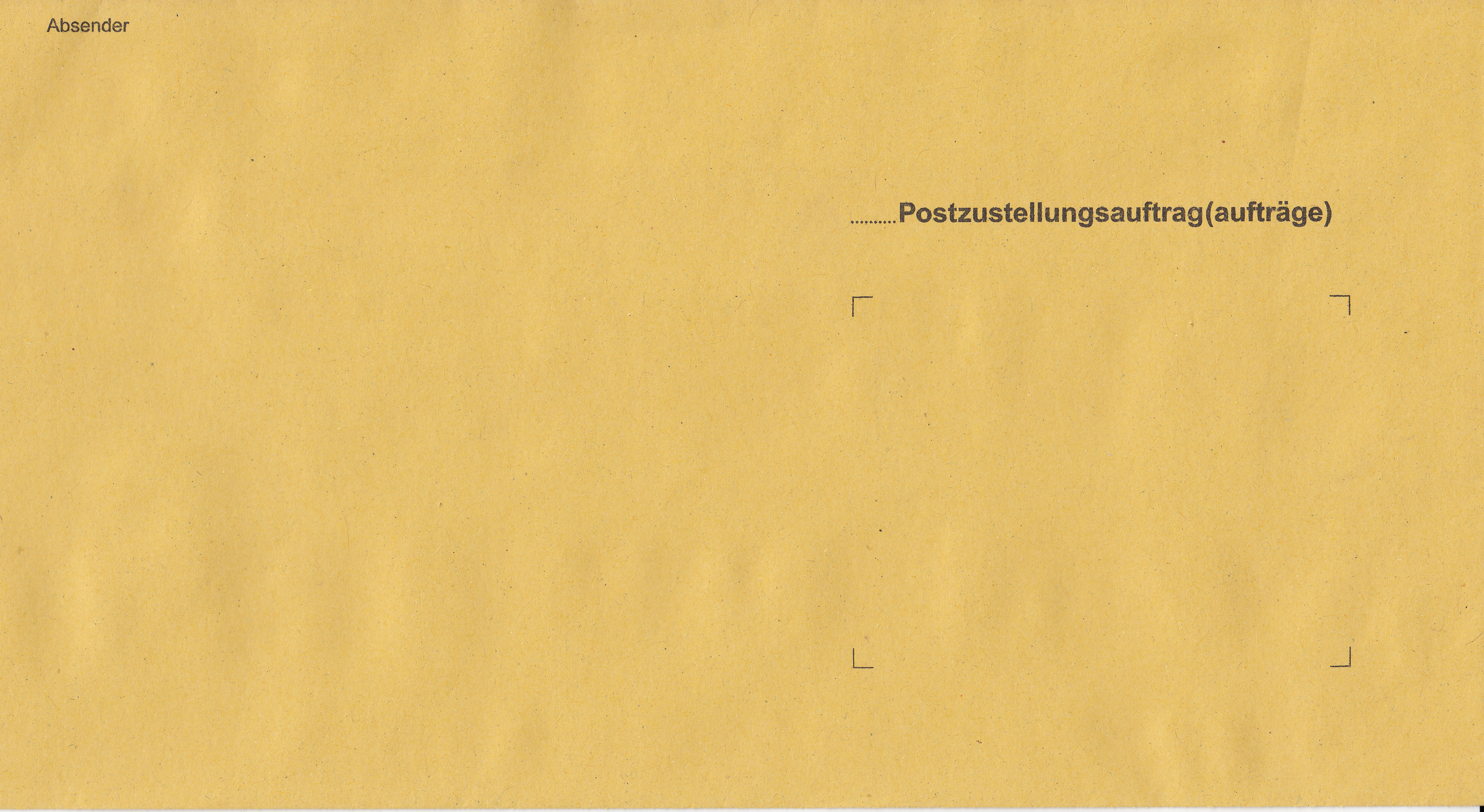
Außenumschlag eines Postzustellungsauftrags für normale Sendungen

Innenumschlag eines Postzustellungsauftrags (Vorder- und Rückseite) in der 1. August 2025 verwendeten Form

Der Postzustellungsauftrag besteht aus einem äußeren und einem inneren Umschlag sowie der vom Absender vorbereiteten Postzustellungsurkunde. Die Postzustellungsurkunde befindet sich in der Regel in einer Lasche des inneren Umschlags, die zusammen im äußeren Umschlag stecken. Im äußeren Umschlag befindet sich entweder ein kleines Sichtfenster oder eine zusätzliche Aufschrift, sodass nur die Postleitzahl und der Ort des Empfängers zu sehen ist. Der äußere Umschlag enthält auch die Frankierung und wird dem Postunternehmen zur förmlichen Zustellung übergeben, das am Bestimmungsort den äußeren Umschlag öffnet und den inneren Umschlag mitsamt der vorbereiteten Postzustellungsurkunde entnimmt und dem Empfänger zustellt.
Die Zustellung ist ein Hoheitsakt. Sie kann ohne Mitwirkung des Empfängers und auch gegen seinen Willen vollzogen werden. Zunächst muss versucht werden, dem Empfänger das Schriftstück persönlich auszuhändigen. Gelingt dies nicht, kann subsidiär einem erwachsenen Familienmitglied, einem erwachsenen Mitbewohner oder einem Postempfangsbevollmächtigten zugestellt werden (Ersatzzustellung an Ersatzempfänger). Dies kann jedoch vom Absender im Einzelfall ausgeschlossen werden. Ist auch diese Ersatzzustellung nicht möglich, kann die Sendung auch in einen Briefkasten oder eine andere gesicherte Empfangseinrichtung eingelegt werden (Ersatzzustellung über Briefkasten). Anderenfalls muss das Schriftstück niedergelegt werden und hierüber eine Benachrichtigung hinterlassen werden. Mit der Zustellung gilt das Schriftstück als zugestellt, auch wenn es tatsächlich niedergelegt wurde. Die Niederlegung bezeichnet die Aufbewahrung des Schriftstücks an einer Abholstelle für drei Monate. Die Niederlegung kann durch Vorausverfügung des Absenders ausgeschlossen werden.
Der Absender kann anordnen, dass die genaue Uhrzeit der Zustellung zu dokumentieren ist. Außerdem kann der Absender Weisungen darüber erteilen, ob die Sendung im Bezirk des Amtsgerichts, des Landgerichts oder des Bundesgebietes weiterzusenden ist, wenn der Empfänger sich an einem anderen Ort aufhält oder verzogen ist.
Bei der Zustellung wird auf dem Schriftstück das Zustelldatum und gegebenenfalls die Zustelluhrzeit vermerkt. Die Postzustellungsurkunde wird ausgefüllt und an den Absender zurückgesandt. Erfolgt eine Niederlegung (siehe § 181 ZPO), so wird das Schriftstück am Niederlegungsort hinterlegt und nach Ablauf von drei Monaten an den Absender zurückgesandt. Ist die Zustellung nicht durchführbar, weil der Empfänger nicht ausfindig gemacht werden kann, oder eine Weitersendung nicht beauftragt wurde, wird die Zustellungsurkunde auf der Vorderseite ausgefüllt und mitsamt dem unzustellbaren Schriftstück an den Absender zurückgesandt.

## Postzustellungsurkunde

Vorderseite einer deutschen Zustellungsurkunde in der ab 1. August 2025 verwendeten Form

Rückseite einer deutschen Zustellungsurkunde in der ab 1. August 2025 verwendeten Form

Die Postzustellungsurkunde wird durch den Absender dem zuzustellenden Schriftstück vorbereitet beigefügt. Sie kann aber auch ersatzweise durch das Postunternehmen gefertigt werden. Maßgebend sind die Angaben auf dem verschlossenen Umschlag des Schriftstücks. Jede Zustellung muss ein Aktenzeichen enthalten, um das Schriftstück identifizieren zu können. Das Aktenzeichen besteht dabei nicht nur aus dem Geschäftszeichen des ihm zugrunde liegenden Vorgangs der Behörde, des Gerichts oder des Gerichtsvollziehers, sondern bedarf auch einer weiteren Konkretisierung. Dies kann auch eine wörtliche Beschreibung sein wie „Bescheid vom (Datum)“ oder „Ladung zum Termin am (Datum)“. Eine Zustellung ohne Angabe des Aktenzeichens ist unwirksam.
Das Aussehen der Postzustellungsurkunde sowie des äußeren und inneren Umschlags regelt die Verordnung zur Einführung von Vordrucken für die Zustellung im gerichtlichen Verfahren (ZustVV).
Die Zustellungsurkunde ist eine Urkunde mit öffentlichem Glauben (§ 418 ZPO). Das bedeutet, dass ihr Inhalt als richtig angenommen wird, soweit nicht der Beweis der Fälschung gelingt (§ 182 ZPO Abs. 1 Satz 2 i. V. m. § 418 Abs. 2 ZPO). Das vorsätzlich falsche Ausstellen einer Postzustellungsurkunde stellt eine Straftat der Falschbeurkundung im Amt nach § 348 dar. Amtsträger im Sinne dieser Vorschrift sind auch Beschäftigte privater Zustelldienste, da sie für die Zustellung von Postzustellungsaufträgen mit hoheitlichen Rechten beliehen werden (§ 61 Satz 2 PostG).
Zustellungsurkunden gibt es auch in anderen Ländern. In Italien heißen sie Notifica (giudiziaria) (dt. [gerichtliche] Zustellung).

## Geschichte

„Insinuationsdokument“

Die allgemeine Gerichtsordnung für die preußischen Staaten von 1793 sah bereits Briefe mit Zustellungsurkunde vor. Das Gericht erhielt, als Ausweis für die Akten, ein „Einlieferungsattest“, später „Aktenschein“ genannt. Der Postbote hatte „die richtige Insinuation (Zustellung) auf seine Pflicht zu attestieren“. 1838 wurde diese Vereinbarung präzisiert. Die Gebühr für die Gerichtsbehörden betrug 4 Silbergroschen (Sgr.) zu der Briefgebühr für die Rücksendung der Insinuationsurkunde, 1842 auf 3 Sgr. plus Briefgebühr gesenkt.
Der Norddeutsche Postbezirk verlangte 1869 für Schreiben mit Behändigungsschein, wie sie nun genannt wurden, 1 Sgr. und die Briefgebühr.
Die Deutsche Reichspost ließ 1871 die Aufgabe auch für Private zu. Die Gebühr betrug in diesem Falle, das gewöhnliche Briefporto für den Hin- und Rückweg und 2 Sgr. / 7 Kreuzer (Kr.) Zustellungsgebühr. Einschreiben war zulässig, in diesen Fällen erfolgte die Zustellung ausschließlich an den Empfänger oder seinen Bevollmächtigten.

Tabelle Zustellungsgebühren

In der Postordnung von 1872 heißt es: „Wünscht der Absender eines gewöhnlichen oder recommandierten Briefes über die erfolgte Bestellung eine postamtliche Bescheinigung zu erhalten, so muss dem Brief ein gehörig ausgefüllter Behändigungsschein (Insinuations-Document) äußerlich beigefügt und auf der Adresse vermerkt werden: ‚Mit Behändigungsschein‘. Auf die Außenseite des zusammengefalteten Behändigungsscheins ist vom Absender des Briefes die für die Rücksendung erforderliche Adresse zu setzen.“
An Porto wurde erhoben: 1) das tarifmäßige Porto für den Hinweg, 2) eine Insinuations-Gebühr, von einem Gericht oder Notar von 1 Sgr. / 4 Kr, von Privatpersonen 2 Sgr. / 7 Kr. und 3) das tarifmäßige Porto für die Rücksendung des Behändigungsscheins. Für Adressaten im Orts- oder Landbestellbezirk kam zur Insinuations-Gebühr, die tarifmäßige Bestellgebühr für Briefe im Ortsbestellbezirke bzw. ein Landbriefbestellgeld von ½ Sgr. / 2 Kr. hinzu.
Nach der Einführung der Mark 1874 belief sich die Gebühr auf 10 Pf., wenn der Absender eine Behörde oder ein Notar war, sonst 20 Pf. Hinzu kamen das gewöhnliche Briefporto für den Hinweg und 10 Pf. für die Rücksendung des Behandlungsscheins.
Zum 1. Oktober 1879 wurden die „Briefe mit Behändigungsschein“ in „Briefe mit Zustellungsurkunde“ umbenannt und die Vorschriften dafür geändert. „Wünscht der Absender eines gewöhnlichen oder eingeschriebenen Briefes über die erfolgte Bestellung eine postamtliche Bescheinigung zu erhalten, so muss dem Brief eine gehörig ausgefüllte Zustellurkunde nebst Abschrift äußerlich beigefügt werden; zugleich muss in der Aufschrift vermerkt sein: ‚Hierbei ein Formular zur Zustellungsurkunde nebst Durchschrift‘. Auf die Außenseite der zusammengefalteten Zustellurkunde ist vom Absender des Briefes die für die Rücksendung erforderliche Adresse zu setzen.“ „Auf die Bestellung von Schreiben mit Zustellurkunde finden die Bestimmungen in den §§. 165 bis 174 und 178 der Civilprozeßordnung für das Deutsche Reich vom 30. Januar 1877 mit der Maßgabe Anwendung, dass an die Stelle des Gerichtsvollziehers der bestellende Bote der Postanstalt tritt.” Es wurde nicht mehr zwischen staatlichen oder privaten Absendern unterschieden, die Zustellgebühr betrug 20 Pf. Die Gesamtgebühr hatte entweder der Absender oder der Empfänger zu zahlen. Formulare gab es für die Zustellung an Rechtsanwälte, an Gewerbetreibende und Soldaten, zudem gab es eine “Vereinfachte Zustellung” mit blauem Formular. Bei der gewöhnlichen Zustellung wurde dem Empfänger eine beglaubigte Abschrift der Zustellungsurkunde, bei der vereinfachte Zustellung nur der Tag der Zustellung vermerkt.
Die Form der Zustellung hat mehrfach gewechselt. Seit 1900 kann der Absender sich künftig wieder in privaten Angelegenheiten der vereinfachten Zustellung bedienen. Einschreibung, Wertangabe, Nachnahme, das Verlangen der Eilbestellung und der Vermerk „Postlagernd“ waren bei Briefen mit Zustellungsurkunde unzulässig.
Am 1. April 1921 wurde für die Rücksendung der Zustellungsurkunde die Gebühr für einen freigemachten gewöhnlichen Brief festgelegt.
Die förmliche Zustellung kann gewöhnlich oder vereinfacht sein. Bei der gewöhnlichen Zustellung erhält der Empfänger eine beglaubigte Abschrift der Urkunde, bei der vereinfachten wird nur der Tag der Zustellung auf dem Brief vermerkt. Die Zustellgebühr wurde ab dem 15. Januar 1932 als „Gebühr für die förmliche Zustellung“ bezeichnet.

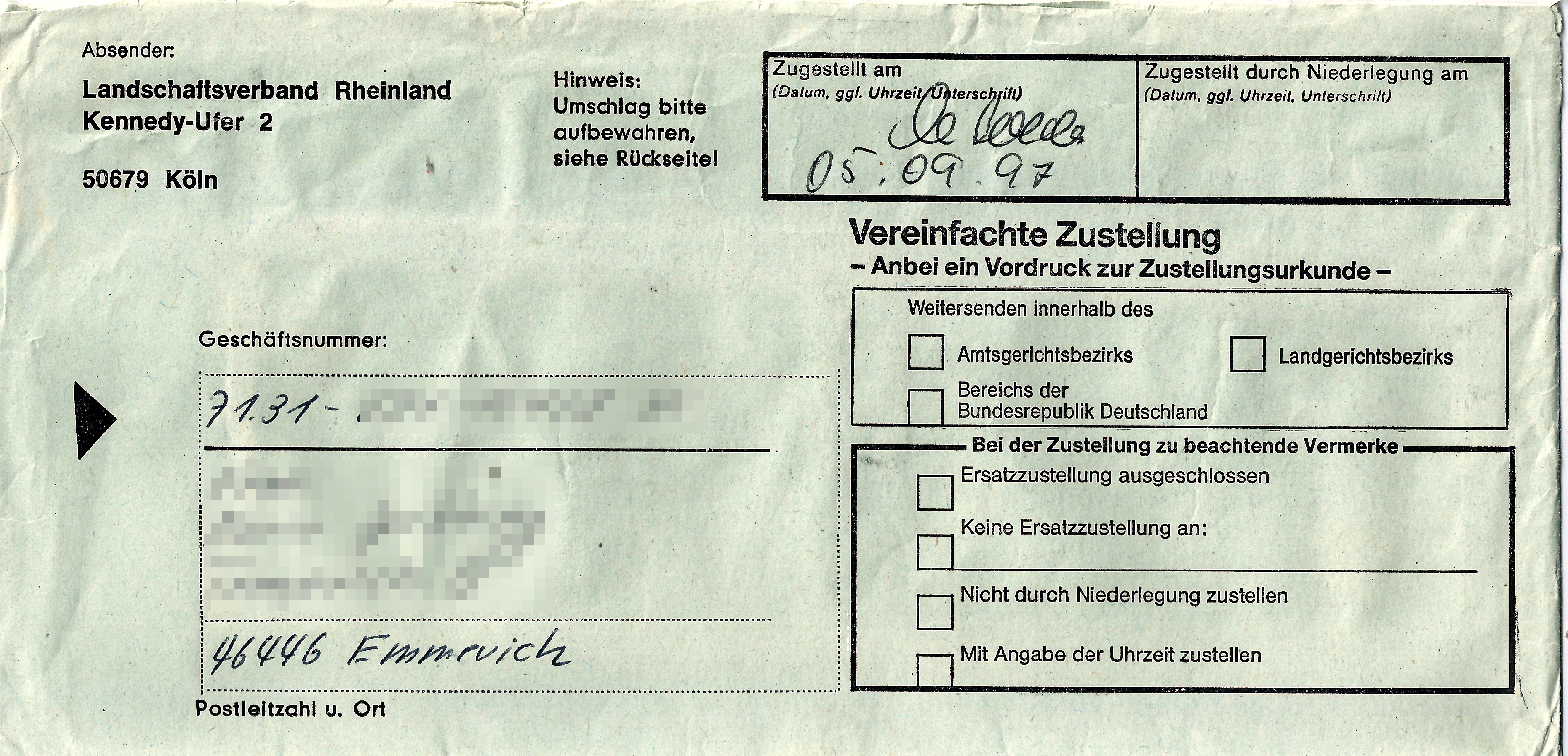
Grau-blauer Briefumschlag zur vereinfachten Zustellung mit Vordruck zur Zustellungsurkunde, 1997

Für die Deutsche Bundespost (DBP) handelte es sich beim Postzustellungsauftrag um die förmliche Zustellung von in erster Linie gerichtlichen Urkunden, die der DBP durch die ZPO (Zivilprozeßordnung) in den §§ 193 ff. a. F. übertragen worden war. Das förmlich zuzustellende Schriftstück wurde bis zum Inkrafttreten der Postordnung vom 16. Mai 1963 wie eine gewöhnliche Sendung behandelt (Brief mit Zustellungsurkunde). Auf Grund eines Urteils des Bundesgerichtshofs, nach dem die DBP für Fehler ihrer Bediensteten bei der förmlichen Zustellung haftet, wurde dieses Verfahren geändert. Nun musste ein formeller Antrag an das Zustellpostamt gerichtet werden. Dieser Antrag wurde der Deutschen Bundespost als gewöhnlicher Brief bis Anfang 2004 in einem graublauen Umschlag nach amtlichem Muster übergeben. Auf dem Umschlag war die Anschrift des Zustellpostamts anzugeben. Dieser Umschlag musste das verschlossene Schriftstück mit der Anschrift des Zustellungsempfängers und ein weiteres Formblatt zur Postzustellungsurkunde enthalten. Die Deutsche Bundespost führte regelmäßig nur eine Zustellung nach § 195 Abs. 2 Satz 2 ZPO a. F. durch, händigte dem Empfänger also keine Abschrift der ausgefüllten Zustellungsurkunde aus, sondern vermerkte den Tag der Zustellung auf dem Umschlag.
Postzustellungsaufträge sind vom Absender im Voraus freizumachen. Die Auftragsgebühr ist in Postwertzeichen oder durch Freistempelabdruck auf dem Umschlag zu entrichten. Mit der Gebühr ist die postalische Behandlung (Beförderung zum Bestimmungsort, Zustellung sowie Rücksendung der Zustellungsurkunde) abgegolten.
Seit dem 17. November 1964 galt für Postzustellungsaufträge in die SBZ und Ostberlin: Der Auftrag ist der Post nicht in dem Umschlag nach amtlichem Muster mit der Anschrift des Zustellpostamts zu übergeben. Auf dem verschlossenen Umschlag mit dem Schriftstück war die Angabe der Person anzugeben, der zugestellt werden soll.
Ab 3. Oktober 1990 wurde die Einlieferung von Postzustellungsaufträgen und von Postprotestaufträgen an Empfänger im Bereich der DP (Verkehrsgebiet Ost) zugelassen. Es galten die Bestimmungen der §§ 39 und 40 PO sowie die Gebühren der Postgebührenordnung.

### Zustellungsurkunde in der DDR
Die Zustellungsurkunde war in der DDR eine Urkunde über die Zustellung eines Briefes entsprechend den Bestimmungen der Zivilprozessordnung.
Briefe mit der Zusatzleistung „Zustellungsurkunde“ wurden unter Beurkundung ausgehändigt. Auf der Zustellungsurkunde wurden Ort und Zeit sowie die Art der Aushändigung – bei Briefen mit der Zusatzleistung „Eigenhändige Aushändigung“ der Ort und den Tag der Benachrichtigung – durch Unterschrift des Mitarbeiters der Deutschen Post beurkundet.
Auf dem Brief wurde der Tag der Aushändigung vermerkt. Die Zustellungsurkunde wurde unverzüglich nach der Aushändigung dem Absender des Briefes zugesandt (Stand: Frühjahr 1979).

### Regelungen seit 1997
Vor der Liberalisierung des Postmonopols 1997 wurden förmliche Zustellungen nur von der Deutschen Post AG (bzw. davor Deutsche Bundespost) angeboten. Seit der Änderung des Postgesetzes mit Wirkung vom 22. Dezember 1997 sind auch andere Postunternehmen verpflichtet, Postzustellungsaufträge auszuführen. Ab Mai 2004 wurden neue Umschläge nach amtlichem Muster in gelber Farbe eingeführt. Die amtlichen graublauen Umschläge konnten durch eine Überleitungsvorschrift in der Zustellungsvordruckverordnung noch bis Ende des Jahres 2004 weiterverwendet werden.